# Eria coronaria
Eria coronaria är en orkidéart som först beskrevs av John Lindley, och fick sitt nu gällande namn av Heinrich Gustav Reichenbach. Eria coronaria ingår i släktet Eria och familjen orkidéer. Inga underarter finns listade i Catalogue of Life.